# Выбор критиков (кинопремия, 2006)
11-я церемония премии «Выбор критиков» состоялась 9 января 2006 года в конференц-центре Santa Monica Civic Auditorium.

## Победители и номинанты
| Лучший фильм                      | 1. Горбатая гора 2. Доброй ночи и удачи 3. Капоте 4. Кинг Конг 5. Мемуары гейши 6. Мюнхен 7. Нокдаун 8. Переступить черту 9. Столкновение 10. Преданный садовник                                                                               |

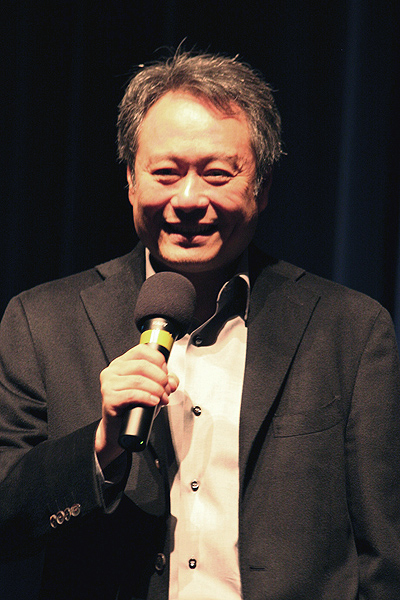
Энг Ли, лучший режиссёр

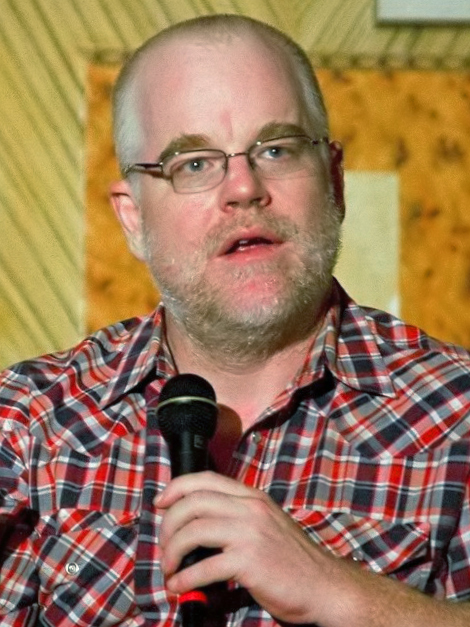
Филипп Сеймур Хоффман, лучшая мужская роль

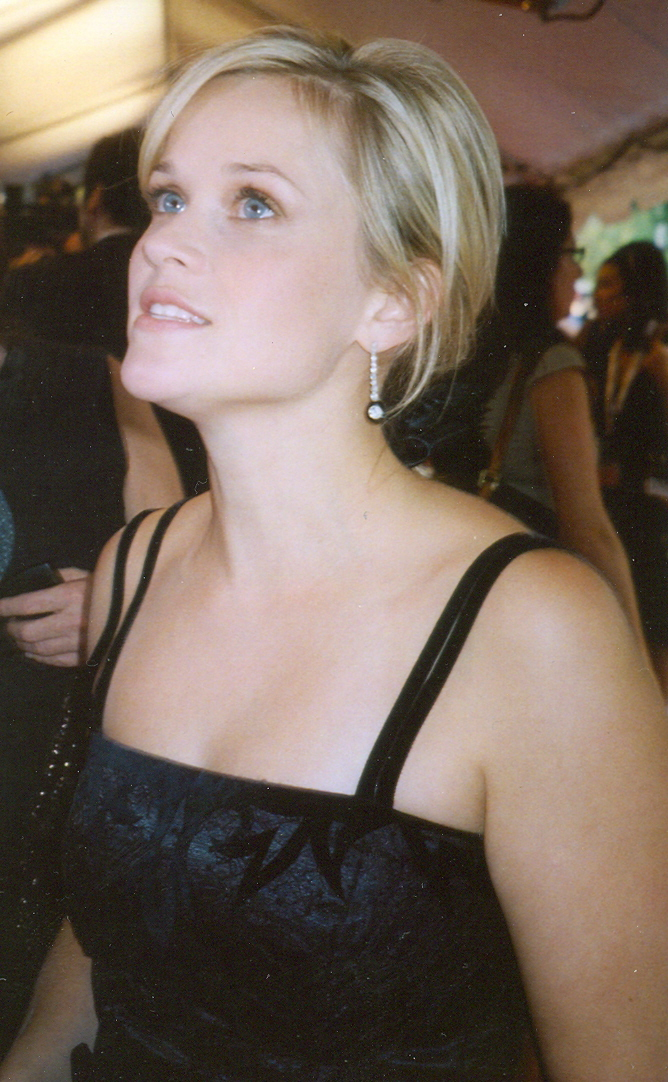
Риз Уизерспун, лучшая женская роль

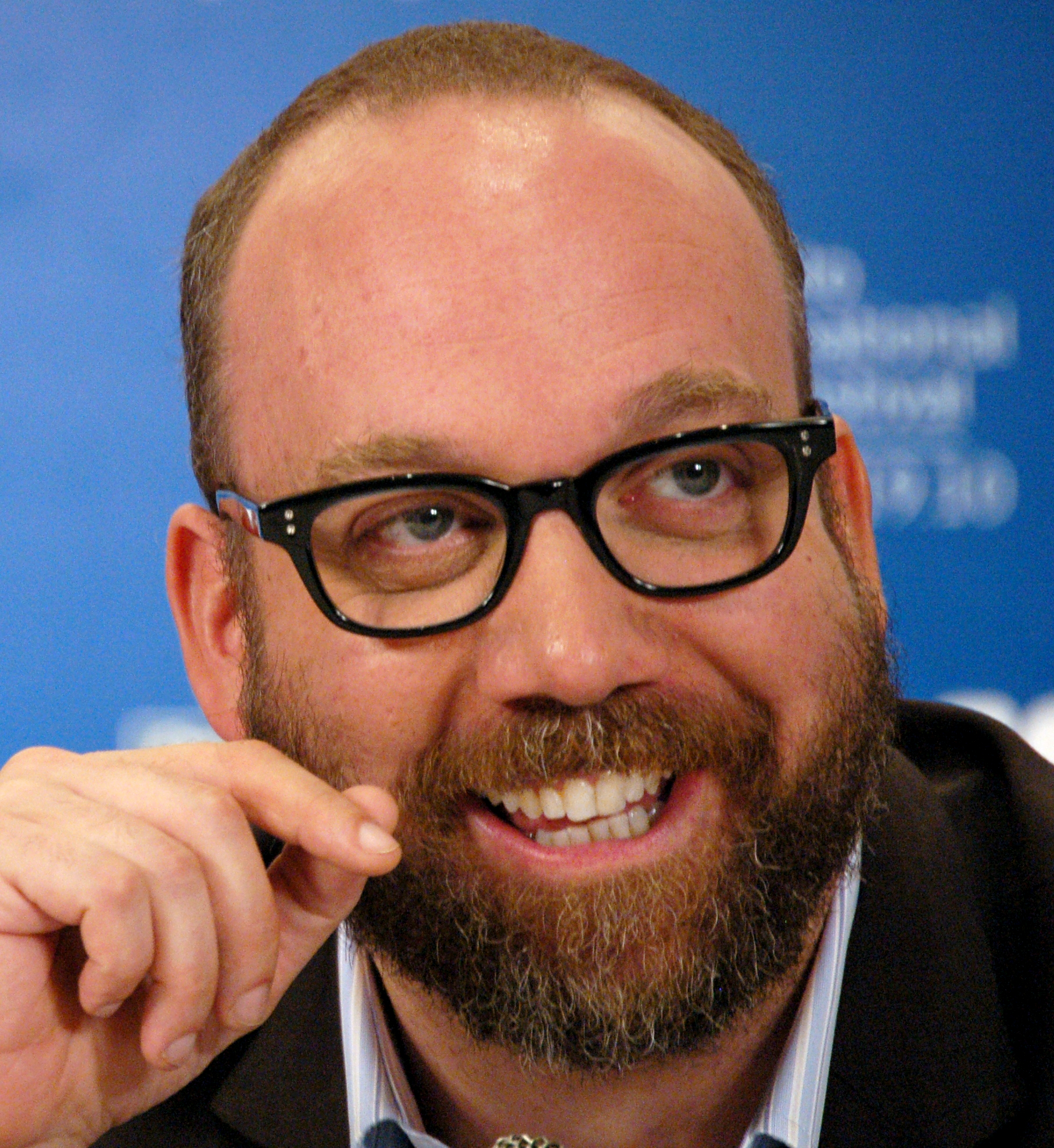
Пол Джаматти, лучшая мужская роль второго плана

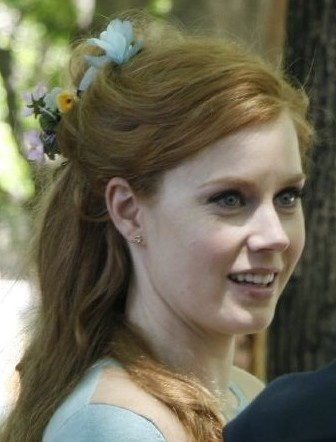
Эми Адамс, лучшая женская роль второго плана

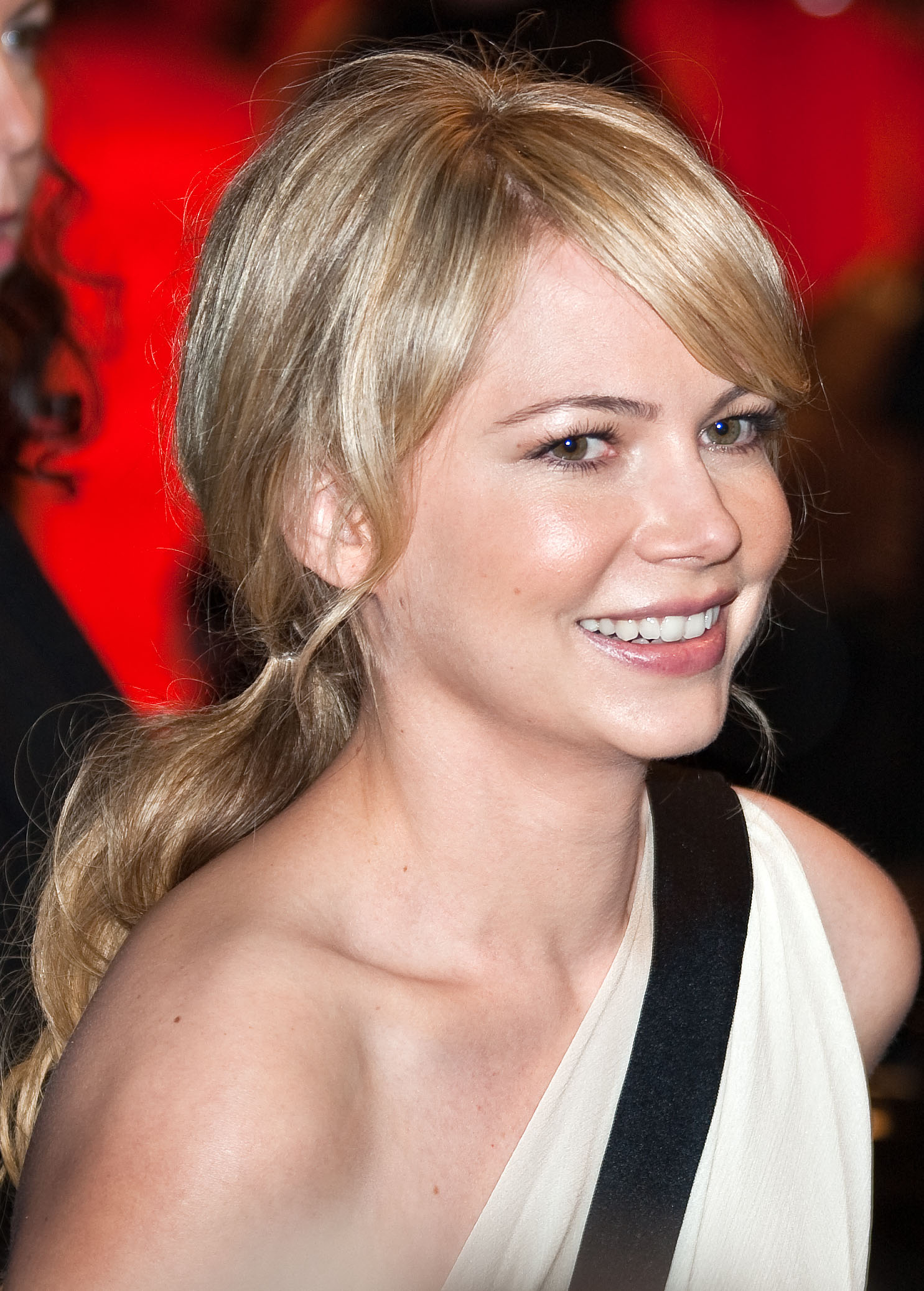
Мишель Уильямс, лучшая женская роль второго плана

| Лучший режиссёр                   | 1. Энг Ли — «Горбатая гора» 2. Питер Джексон — «Кинг Конг» 3. Джордж Клуни — «Доброй ночи и удачи» 4. Стивен Спилберг — «Мюнхен» 5. Пол Хаггис — «Столкновение» 6. Рон Ховард — «Нокдаун»                                                      |
| Лучшая мужская роль               | 1. Филипп Сеймур Хоффман — «Капоте» 2. Рассел Кроу — «Нокдаун» 3. Хит Леджер — «Горбатая гора» 4. Дэвид Стрэтэйрн — «Доброй ночи и удачи» 5. Хоакин Феникс — «Переступить черту» 6. Терренс Ховард — «Суета и движение»                        |
| Лучшая женская роль               | 1. Риз Уизерспун — «Переступить черту» 2. Джоан Аллен — «Видимость гнева» 3. Джуди Денч — «Миссис Хендерсон представляет» 4. Кира Найтли — «Гордость и предубеждение» 5. Шарлиз Терон — «Северная страна» 6. Фелисити Хаффман — «Трансамерика» |
| Лучшая мужская роль второго плана | 1. Пол Джаматти — «Нокдаун» 2. Джейк Джилленхол — «Горбатая гора» 3. Мэтт Диллон — «Столкновение» 4. Джордж Клуни — «Сириана» 5. Кевин Костнер — «Видимость гнева» 6. Терренс Ховард — «Столкновение»                                          |
| Лучшая женская роль второго плана | 1. Эми Адамс — «Июньский жук» и Мишель Уильямс — «Горбатая гора» 2. Мария Белло — «Оправданная жестокость» 3. Рэйчел Вайс — «Преданный садовник» 4. Кэтрин Кинер — «Капоте» 5. Фрэнсис Макдорманд — «Северная страна»                          |
| Лучший молодой актёр              | 1. Фредди Хаймор — «Чарли и Шоколадная фабрика» 2. Джесси Айзенберг — «Кальмар и кит» 3. Оуэн Клайн — «Кальмар и кит» 4. Дэниэл Рэдклиф — «Гарри Поттер и Кубок огня» 5. Алекс Этел — «Миллионы»                                               |
| Лучшая молодая актриса            | 1. Дакота Фаннинг — «Война миров» 2. К’Орианка Килчер — «Новый свет» 3. Флора Кросс — «Игра слов» 4. Эмма Уотсон — «Гарри Поттер и Кубок огня» 5. Джорджи Хенли — «Хроники Нарнии: Лев, колдунья и волшебный шкаф»                             |
| Лучший актёрский ансамбль         | 1. Столкновение 2. Богема 3. Город грехов 4. Доброй ночи и удачи 5. Сириана |
| Лучший сценарий                   | 1. Пол Хаггис и Роберт Мореско — «Столкновение» 2. Ноа Баумбак — «Кальмар и кит» 3. Джордж Клуни и Грант Хеслов — «Доброй ночи и удачи» 4. Лэрри МакМёртри и Дайана Оссана — «Горбатая гора» 5. Дэн Футтерман — «Капоте»                       |
| Лучший семейный фильм             | 1. Хроники Нарнии: Лев, колдунья и волшебный шкаф 2. Гарри Поттер и Кубок огня 3. Мечтатель 4. Чарли и Шоколадная фабрика |
| Лучший анимационный фильм         | 1. Уоллес и Громит: Проклятие кролика-оборотня 2. Мадагаскар 3. Труп невесты 4. Ходячий замок 5. Цыплёнок Цыпа |
| Лучший документальный фильм       | 1. Птицы 2: Путешествие на край света 2. Сумасшедшие бальные танцы 3. Убийственная игра 4. Человек гризли 5. Энрон: Самые смышленые парни в комнате                                                                                            |
| Лучший фильм на иностранном языке | 1. Разборки в стиле кунг-фу (Kung fu) - Китай/Гонконг 2. 2046 - Китай/Франция/Германия/Гонконг 3. Олдбой (Oldeuboi) - Южная Корея 4. Рай — сейчас (Paradise Now) - Палестина 5. Скрытое (Caché) - Франция                                      |
| Лучшая комедия                    | 1. Сорокалетний девственник 2. Миссис Хендерсон представляет 3. Незваные гости 4. Поцелуй на вылет 5. Продюсеры |
| Лучшая музыка к фильму            | 1. Джон Уильямс — «Мемуары гейши» 2. Густаво Сантаолалья — «Горбатая гора» 3. Нэнси Уилсон — «Элизабеттаун» 4. Джеймс Хорнер — «Новый свет» |
| Лучшая песня к фильму             | 1. Hustle & Flow — «Суета и движение» 2. A Love That Will Never Grow Old — «Горбатая гора» 3. Same in Any Language — «Элизабеттаун» 4. Seasons of Love — «Богема» 5. Travelin' Thru — «Трансамерика»                                           |
| Лучший саундтрек                  | 1. Переступить черту 2. Богема 3. Мемуары гейши 4. Продюсеры 5. Элизабеттаун |
| Лучший ТВ-фильм                   | 1. На запад 2. Нет пути назад: Боб Дилан 3. Рим 4. Теплые источники |

## Список лауреатов и номинаций
| Количество | Фильм                                          |
| ---------- | ---------------------------------------------- |
| 8          | Горбатая гора                                  |
| 6          | Столкновение                                   |
| 5          | Доброй ночи и удачи                            |
| 4          | Капоте                                         |
| 4          | Нокдаун                                        |
| 4          | Переступить черту                              |
| 3          | Богема                                         |
| 3          | Гарри Поттер и Кубок огня                      |
| 3          | Кальмар и кит                                  |
| 3          | Мемуары гейши                                  |
| 3          | Элизабеттаун                                   |
| 2          | Видимость гнева                                |
| 2          | Кинг Конг                                      |
| 2          | Миссис Хендерсон представляет                  |
| 2          | Мюнхен                                         |
| 2          | Новый свет                                     |
| 2          | Преданный садовник                             |
| 2          | Продюсеры                                      |
| 2          | Северная страна                                |
| 2          | Сириана                                        |
| 2          | Суета и движение                               |
| 2          | Трансамерика                                   |
| 2          | Хроники Нарнии: Лев, колдунья и волшебный шкаф |
| 2          | Чарли и Шоколадная фабрика                     |

| Количество | Фильм             |
| ---------- | ----------------- |
| 3          | Горбатая гора     |
| 3          | Столкновение      |
| 2          | Переступить черту |